# Sindrome dello spopolamento degli alveari

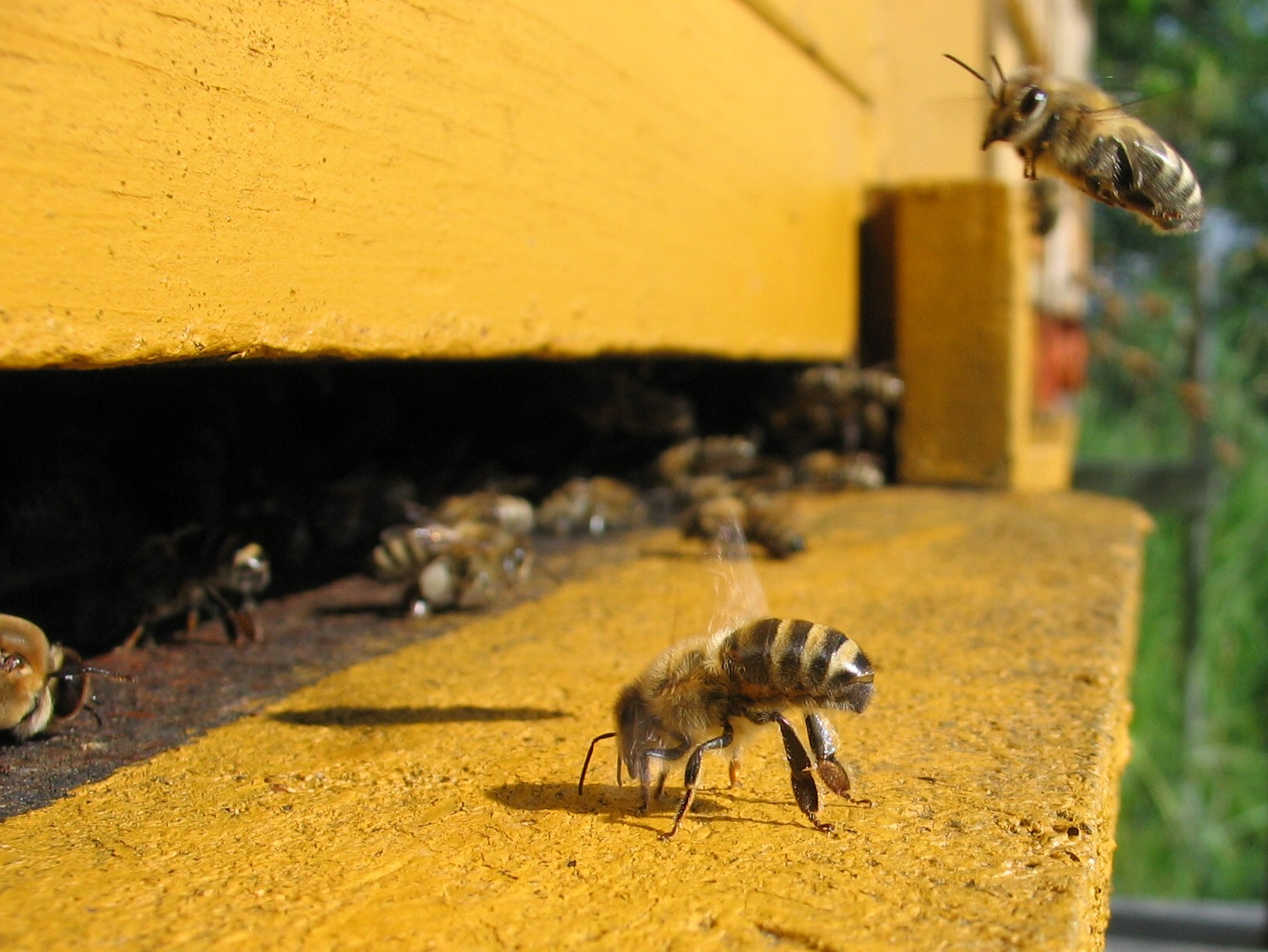

La sindrome dello spopolamento degli alveari (SSA, in inglese CCD, ovvero Colony Collapse Disorder) è un fenomeno ancora poco conosciuto per il quale le colonie di api (Apis mellifera) periscono bruscamente.

## Riscontri e cause
La SSA/CCD è stata riscontrata per la prima volta nelle popolazioni di api del Nord America alla fine del 2006. Gli apicoltori europei osservarono un fenomeno simile in Belgio, Francia, Paesi Bassi, Grecia, Italia, Portogallo e Spagna. Le prime segnalazioni arrivarono anche dalla Svizzera e dalla Germania anche se in misura minore. Possibili casi di SSA/CCD sono stati riscontrati anche a Taiwan dall'aprile 2007.
La causa (o le cause) della sindrome non sono ancora ben comprese: alcune teorie parlano di stress dovuto ai cambiamenti ambientali, malnutrizione, vari patogeni (come ad esempio le patologie delle api, compreso il Virus israeliano della paralisi acuta), acariosi, insetticidi come ad esempio neonicotinoidi o imidacloprid, radiazioni da telefoni cellulari o altri dispositivi creati dall'uomo.

## Segni e sintomi

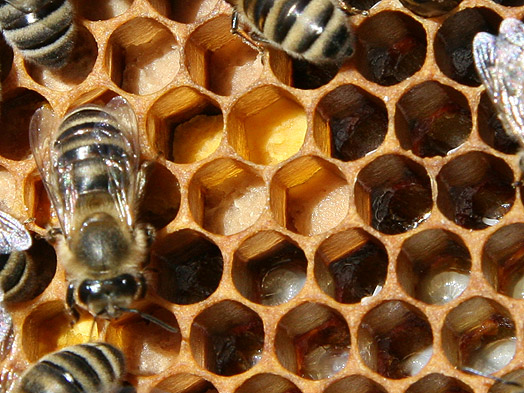

Una colonia che è collassata a causa della SSA tende generalmente a mostrare i seguenti sintomi:
1. presenza di una nidiata di larve abbandonate; generalmente le api non abbandonano mai l'alveare finché le larve non si sono completamente dischiuse.
2. presenza di scorte di cibo, sia polline che miele, che presentano le seguenti caratteristiche: a) non sono immediatamente rubate dalle altre api; b) quando sono attaccate da altri insetti, l'attacco è notevolmente ritardato.
3. presenza dell'ape regina. Se la regina non è presente, infatti, la morte dell'alveare non è riconducibile alla SSA.

## Incidenza
Dal 1976 al 2006 si è verificata una drastica riduzione del numero delle api selvatiche negli Stati Uniti (ormai quasi estinte; bisogna, tuttavia, tenere presente che l'Apis mellifera non è una specie autoctona del continente americano, ove è stata introdotta dall'uomo)  ed un significativo, sebbene graduale, declino nel numero delle famiglie allevate dagli apicoltori. Questo declino comprende il cumulo delle perdite dovute a tutti i fattori come l'urbanizzazione, l'uso di fitofarmaci, l'acariosi e la Varroa, il pensionamento degli apicoltori e la chiusura delle attività commerciali. Tuttavia alla fine del 2006, inizio del 2007, il tasso di riduzione è cresciuto raggiungendo proporzioni fino ad allora sconosciute ed il termine "Disturbo da Collasso dell'Alveare" è stato proposto per descrivere queste improvvise scomparse.
Un recente studio delle Università di Plymouth e Stirling, in Inghilterra e di Poitiers in Francia, rintraccia nella diminuzione del polline una delle concause principali nella moria delle api: con meno nutrimento, viene meno l'apporto proteico delle api e di conseguenza si indebolisce il loro sistema immunitario.